# Nandanar (film, 1942)

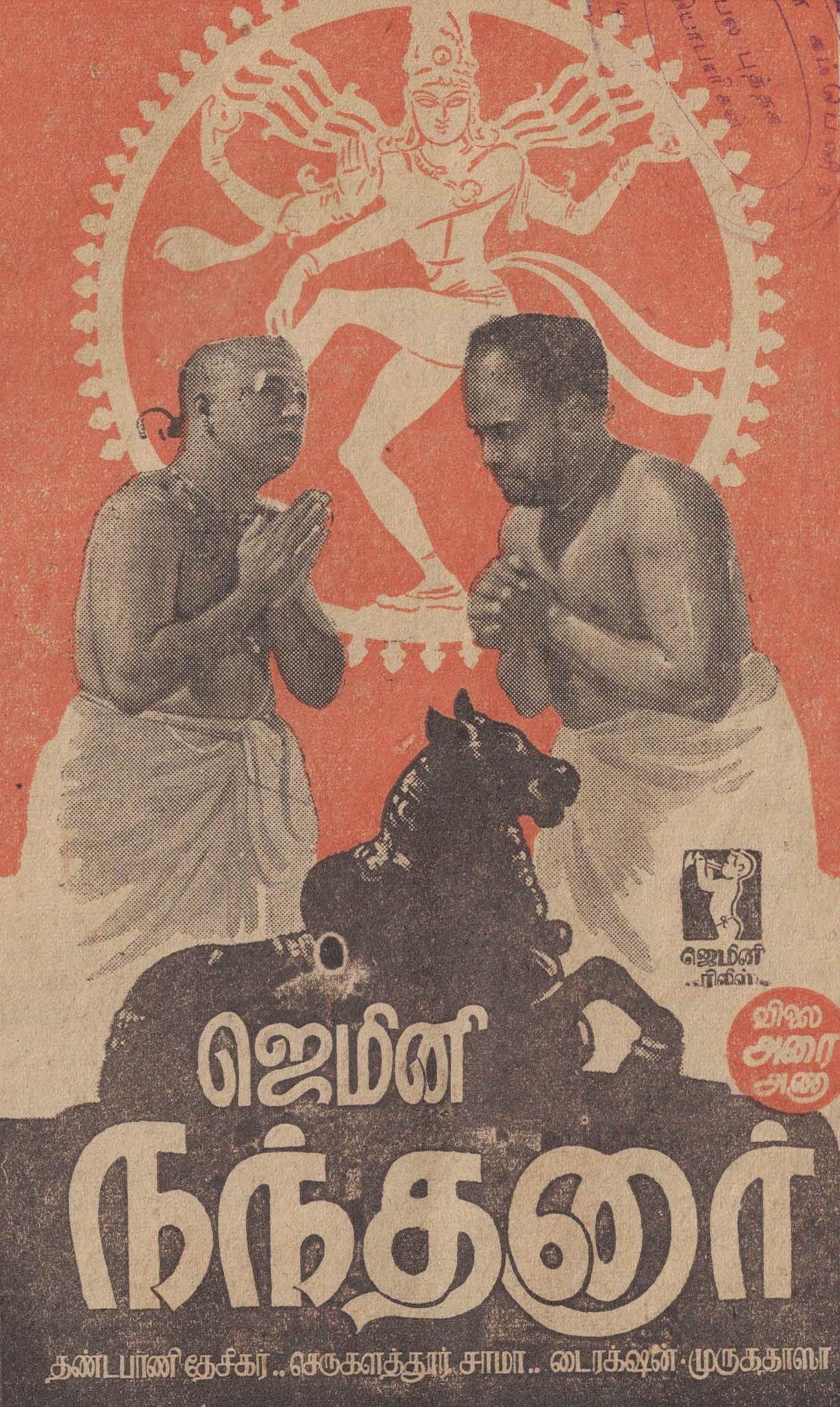
L'affiche du film

Nandanar (தமிழ்: நந்தனார்) est un film indien en tamoul de 1942 réalisé par Muruga Dossa. C'est un film sur la dévotion inspiré par la vie de Nandanar (en), un paysan de basse caste devenu un saint et qui vénérait Nataraja. Ce film eut un grand succès auprès des Intouchables, à cause de son histoire et de son personnage principal, mais aussi parce que les producteurs avaient mis en place un système de prix innovant pour l'époque, où les spectateurs devaient choisir leurs chansons préférées.

## Synopsis
Nandan est un paysan et un intouchable. Il l'est l'esclave d'un propriétaire brahmane qui est un dévôt de Shiva. Vediyar, et il a un assistant qui maltraite les villageois, Jambu. Vediyar a néanmoins un peu d'affection pour Nandan, à cause de son style de vie pieux et sa dévotion à Shiva, et cette dévotion à Shiva énerve un prêtre du temple local, Valluvan, surtout quand Nandan leur dit de ne pas pratiquer le sacrifice de chèvres, car celles-ci sont comme les êtres humains, et il les invitent à faire leur darshan au Sivalokanathar Temple, Tirupunkur (en), où ils sont affligés de voir qu'une statue de Nandi obstrue la vue de Shiva. Nandan chante sa louange, et la statue s'écarte miraculeusement, ce qui permet aux villageois d'avoir leur darshan. D'autres personnes se joignent à lui dans la célébration de Shiva, ce qui met hors de lui Valluvan, qui se plaint auprès de Vediyar du comportement de Nandan qui a abouti à l'arrêt des sacrifices. Vediyar prévient alors Nandan de se tenir à carreaux.
Nandan demande quand même à Vediyar la permission de se rendre au temple de Chidambaram, le Nataraja Temple, Chidambaram (en), ce qui est un de ses rêves les plus chers. Son propriétaire refuse et le contraint à travailler encore plus, mais Nandan ne renonce pas à son rêve et réitère sa demande : son maître finit par accepter, à condition qu'il réussisse seul à moissonner 16 hectares. Nandan, effrayé par l'immensité de la tâche, demande à Vediyar de ne pas poser une telle condition, mais ce dernier campe sur sa position.
Nandan implore Shiva puis s'évanouit. Le dieu vient à son secours et la récolte est faite dans la nuit, et au matin, ce miracle étonne le village entier. Vediyar reconnaît son erreur et le pouvoir des prières de Nandan, il tombe à ses genoux, lui demande son pardon et l'autorise à aller au temple de Chidambaram s'il reste au-dehors, étant donné qu'il est un intouchable. Shiva apparaît ensuite dans les rêves des prêtres du temple de Chidambaram, les prévenant de l'arrivée de Nandan et de son souhaite d'entrer dans le sanctuaire. Ceux-ci partent à sa rencontre, mais des brahmanes disent qu'en tant que paria il ne peut pas entrer. Nandan insiste et les prêtres lui proposent d'accomplir le rituel du feu pour e libérer de son statut d'intouchable. Nandan implore Shiva et marche dans le feu d'où il émerge avec un corps sacré. Les prêtres l'emmènent dans le temple pour vénérer Nataraja, ce que fait Nandan fait pour disparaître auprès de Shiva.

## Fiche technique
- Réalisateur : Muruga Dossa
- Scénariste : Ki Ra (Ki Ramachandran)
- Directeur de la photographie : B. S. Ranga (en), Sailen Bose
- Producteur : S. S. Vasan (en)
- Société de production : Gemini Studios (en)
- Durée : 142 minutes
- Image : Noir et blanc
- Son : B.A.F. Sound System
- Date de sortie
  -  Raj britannique : 20 septembre 1942

## Bande originale
- Compositeurs : M. D. Parthasarathy (en) et S. Rajeswara Rao (en)
- Paroliers : Papanasam Sivan (en), Kothamangalam Subbu (en)
- Genre : musique carnatique, sareegarma

## Distribution
- Dandapani Desikar (en)
- Serukalathur Sama (en)
- M. S. Sundari Bai (en)
- Ranjan (actor) (en)
- Kothamangalam Subbu (en)

## Génèse
Le film aurait été inspiré par un harikatha (en) (une forme de spectacle combinant musique et conte) de Gopalakrishna Bharathiyar, Nandan Charithram.
Ce film était la cinquième version en tamoul de Nandanar, car, précédemment, il y avait déjà eu un muet en 1923 et quatre parlants en 1930, 1935 (Bhakta Nandanar (en)) et 1942.

## Galerie

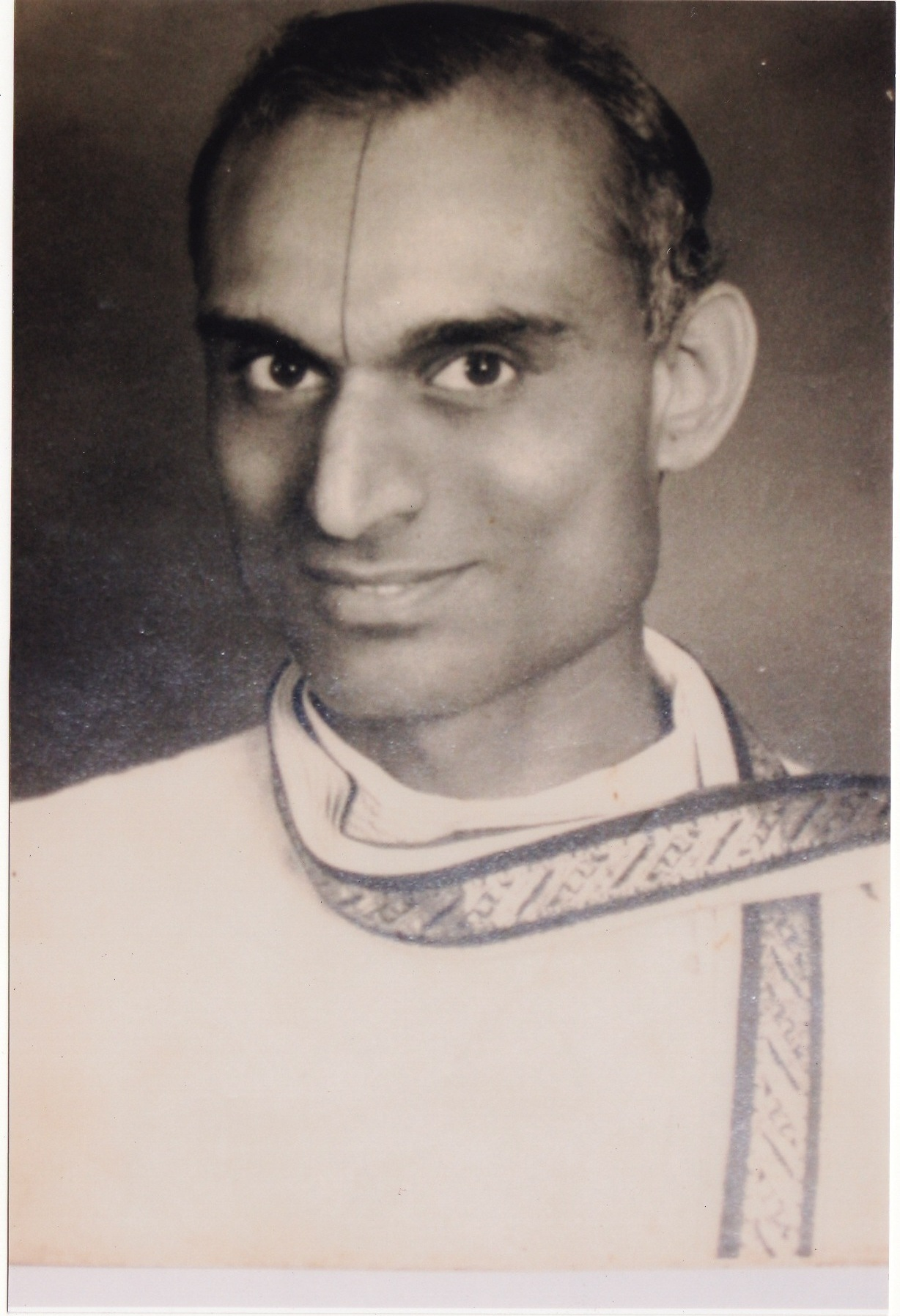
M. D. Parthasarathy (en), compositeur
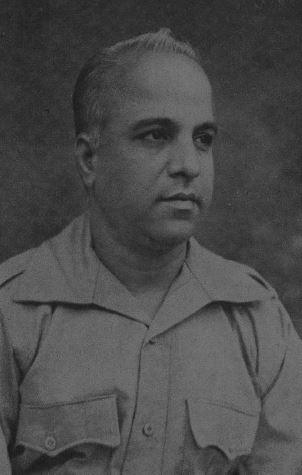
Serukalathur Sama (en), acteur
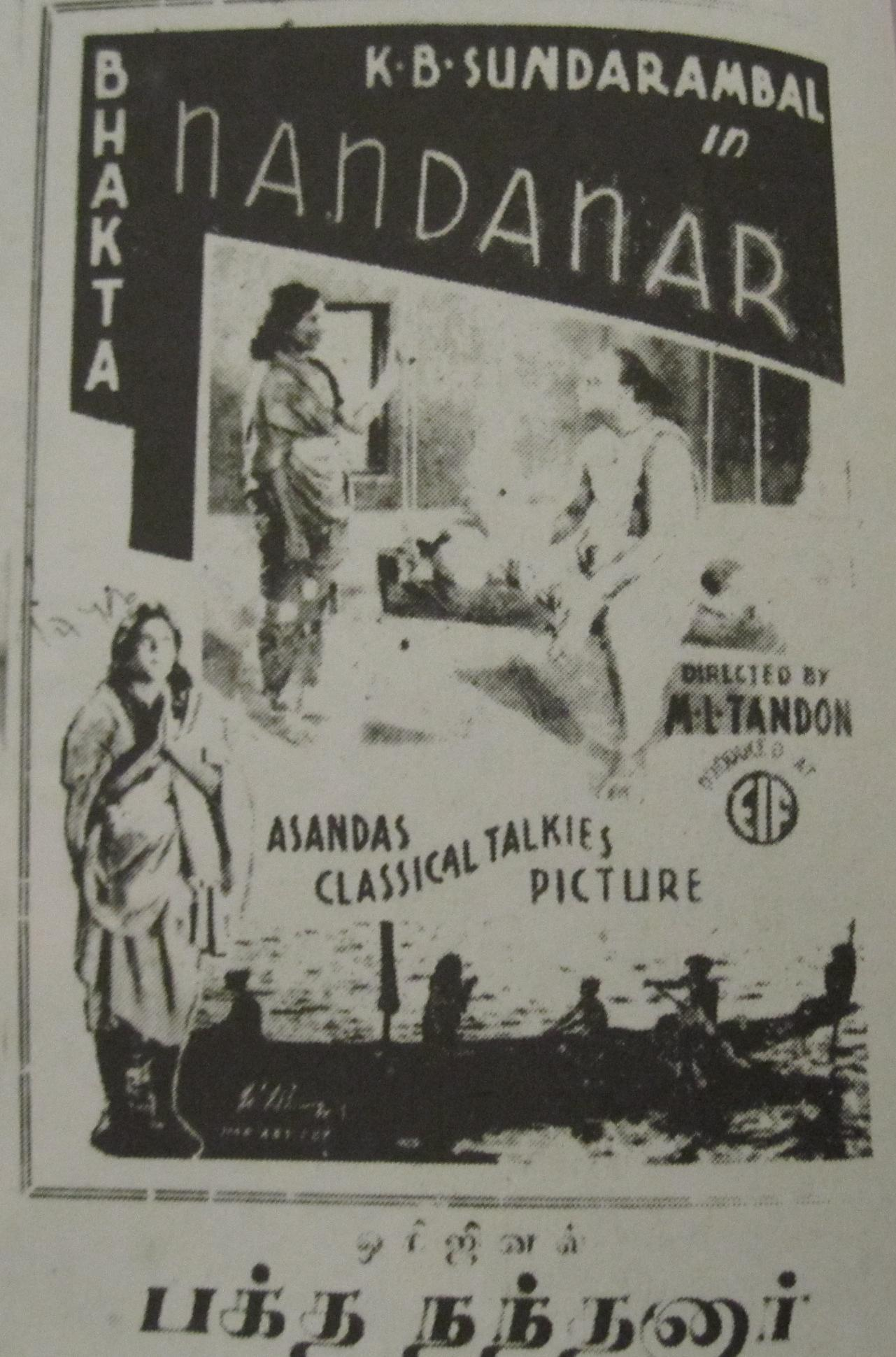
L'affiche du film de 1935,  Bhakta Nandanar (en).
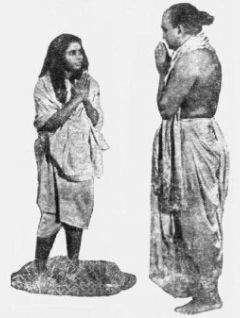
K. B. Sundarambal et Maharajapuram Viswanatha Iyer (en) dans le Nandanar de 1935, Bhakta Nandanar (en).

## Réception
Le théâtre Wellington, où le film est sorti, était décoré comme un temple et la statue de Nandi utilisée dans le film était conservée à l'intérieur. Pour beaucoup, assister à ce film était devenu une expérience comparable à la visite d'un temple. S. S. Vasan, bien connu pour le marketing innovant de ses films, annonça un incroyable concours de chanson doté de 10 000 roupies pour ceux assistant à la projection. Les cinéphiles étaient invités à choisir les trois meilleures chansons par ordre de mérite et à déposer leurs réponses sur une feuille, accompagnée de la souche du billet de cinéma, dans une boîte prévue à cet effet. C'était la première fois qu'un système aussi innovant était introduit dans les films de l'Inde du Sud. Vasan avait déposé la liste présélectionnée des trois meilleures chansons dans une enveloppe scellée auprès de l'Indian Bank à First Line Beach (aujourd'hui Rajaji Salai) bien avant l'annonce du système de prix. Comme les chansons sur disques gramophones du film n'étaient pas encore sorties (elles le furent seulement 100 jours après la sortie du film), une personne souhaitant participer au concours devait regarder le film et soumettre sa réponse avec le talon du billet. Ce plan de S. S. Vasan contribua grandement au succès du film au box-office. Le concours attira des foules énormes ; 20 gagnants furent sélectionnés et les prix ont été distribués équitablement par S. S. Vasan.